# Campeonato Mundial de Gimnasia Rítmica de 2017
El XXXV Campeonato Mundial de Gimnasia Rítmica se celebró en Pésaro (Italia) entre el 30 de agosto y el 3 de septiembre de 2017 bajo la organización de la Federación Internacional de Gimnasia (FIG) y la Federación Italiana de Gimnasia.
Las competiciones se realizaron en la Adriatic Arena de la ciudad italiana.

## Calendario
Hora local de Italia (UTC+2).
| Fecha           | Hora        | Pruebas                         |
| --------------- | ----------- | ------------------------------- |
| 30 de agosto    | 09:00–19:30 | Clasificación aro y pelota      |
| 30 de agosto    | 20:00–20:45 | Ceremonia de apertura           |
| 30 de agosto    | 21:00–22:30 | Finales aro y pelota            |
| 31 de agosto    | 09:00–19:30 | Clasificación mazas y cinta     |
| 31 de agosto    | 21:00–22:30 | Finales mazas y cinta           |
| 1 de septiembre | 15:15–21:20 | Concurso completo ind.          |
| 2 de septiembre | 15:15–21:20 | Concurso completo por conjuntos |
| 3 de septiembre | 14:00–14:40 | Final 5 aros                    |
| 3 de septiembre | 14:45–15:25 | Final 3 pelotas/2 cuerdas       |

|  | Finales |

## Resultados
| Evento                                        | Oro | Plata | Bronce                                                                                          |
| --------------------------------------------- | --- | --- | ----------------------------------------------------------------------------------------------- |
| Concurso completo ind. (01.09)                | Dina Averina · Rusia · 74,700 pts. | Arina Averina · Rusia · 73,450 pts.                                                                                  | Linoy Ashram Israel 70,025 pts.                                                                 |
| Pelota (30.08)                                | Arina Averina · Rusia · 18,950 | Dina Averina · Rusia · 18,700                                                                                        | Neviana Vladinova Bulgaria 17,950                                                               |
| Mazas (31.08)                                 | Dina Averina · Rusia · 19,000 | Katsiaryna Halkina · Bielorrusia · 18,050                                                                            | Arina Averina · Rusia · 17,800                                                                  |
| Cinta (31.08)                                 | Arina Averina · Rusia · 18,300 | Dina Averina · Rusia · 17,200                                                                                        | Linoy Ashram Israel 16,650                                                                      |
| Aro (30.08)                                   | Dina Averina · Rusia · 19,100 | Arina Averina · Rusia · 19,000                                                                                       | Kaho Minagawa Japón 17,700                                                                      |
| Conjuntos 5 con aro (03.09)                   | Italia · Martina Centofanti · Agnese Duranti · Alessia Maurelli · Martina Santadrea · Beatrice Tornatore · 18,900                          | Rusia · Anastasiya Blizniuk · Mariya Kravtsova · Xeniya Poliakova · Anastasiya Tatareva · Mariya Tolkachova · 18,700 | Japón Mao Kunii Rie Matsubara Sayuri Sugimoto Ayuka Suzuki Nanami Takenaka 18,600               |
| Conjuntos 3 con pelota + 2 con cuerda (03.09) | Rusia · Anastasiya Blizniuk · Mariya Kravtsova · Yevgueniya Levanova · Anastasiya Tatareva · Mariya Tolkachova · 18,900                    | Japón Rie Matsubara Sayuri Sugimoto Ayuka Suzuki Nanami Takenaka Kiko Yokota 18,650                                  | Bulgaria Teodora Alexandrova Elena Bineva Simona Diankova Madlen Radukanova Laura Traets 18,600 |
| Conjuntos concurso completo (02.09)           | Rusia · Anastasiya Blizniuk · Mariya Kravtsova · Yevgueniya Levanova · Xeniya Poliakova · Anastasiya Tatareva · Mariya Tolkachova · 37,700 | Bulgaria Teodora Alexandrova Elena Bineva Simona Diankova Madlen Radukanova Laura Traets 36,950                      | Japón Mao Kunii Rie Matsubara Sayuri Sugimoto Ayuka Suzuki Nanami Takenaka Kiko Yokota 36,650   |

## Medallero
| Núm. | País        | Oro | Plata | Bronce | Total |
| ---- | ----------- | --- | ----- | ------ | ----- |
| 1    | Rusia       | 7   | 5     | 1      | 13    |
| 2    | Italia      | 1   | 0     | 0      | 1     |
| 3    | Japón       | 0   | 1     | 3      | 4     |
| 4    | Bulgaria    | 0   | 1     | 2      | 3     |
| 5    | Bielorrusia | 0   | 1     | 0      | 1     |
| 6    | Israel      | 0   | 0     | 2      | 2     |
|      | TOTAL       | 8   | 8     | 8      | 24    |